# Józef Fergiss
Józef Fergiss (Fergis) herbu własnego (ur. w 1758 roku) – pełnomocnik Rady Najwyższej Narodowej dla powiatu kowieńskiego, członek komisji porządkowej kowieńskiej w insurekcji kościuszkowskiej delegat powiatu kowieńskiego do Rady Narodowej Litewskiej w 1794 roku, krajczy kowieński w latach 1785–1797, oboźny inflancki w 1785 roku, rotmistrz powiatu upickiego, komisarz policji Obojga Narodów w 1791 roku, członek Zgromadzenia Przyjaciół Konstytucji Rządowej.